# 176
Năm 176 là một năm trong lịch Julius. 

## Sinh
- Mã Siêu, danh tướng của nhà Thục Hán, một trong ngũ hổ tướng thời Tam Quốc